# Stazione di Nakai
La Stazione di Nakai (中井駅?, Nakai-eki) indica due stazioni situate l'una a poca distanza dall'altra della metropolitana di Tokyo e delle Ferrovie Seibu, e si trova nel quartiere di Nakano.

## Stazioni adiacenti
| «                                      | Servizio   | »                      |
| Linea Ōedo                             | Linea Ōedo | Linea Ōedo             |
| -------------------------------------- | ---------- | ---------------------- |
| Higashi-Nakano                         | -          | Ochiai-Minami-Nagasaki |
| Linea Seibu Shinjuku                   |            |                        |
| Shimo-Ochiai                           | Locale     | Araiyakushi-mae        |
| I treni di categoria superiore passano |            |                        |